# エルサ・パタキー
エルサ・パタキー（Elsa Pataky, 1976年7月18日 - ）は、スペイン出身の女優。

## 略歴
マドリードにて、スペイン人の父とハンガリーとルーマニアにルーツを持つ母のもとに生まれた。スペインのCEU San Pablo Universityで学んだ。英語、フランス語、ルーマニア語、イタリア語に堪能。
マドリッドのシアター・カンパニーに所属したことがきっかけでテレビに出演するようになる。その後イギリスやフランスの映画にも出演する。
2011年からは『ワイルド・スピード MEGA MAX』に出演し、以降はシリーズ作に出演し続けている。
2022年には、主演作となるアクション映画『INTERCEPTOR/インターセプター』が公開された。

### 私生活
2007年から2009年まで、俳優のエイドリアン・ブロディと交際していた。その後短期間オリヴィエ・マルティネスと交際。
2010年初めからクリス・ヘムズワースと交際をはじめ、同年12月に結婚。2012年5月11日、女児が誕生、インディア・ローズと名付けられた。
クリス・ヘムズワースとの関係は「理想の夫婦」とメディアでは評されることもあるが、本人は「恋愛っていうのは、絶え間ない努力の上に成り立つものだと思っている」と語っている。

## 主な出演作品

### 映画
| 年   | 題名                                                                     | 役名                 | 備考                                               | 吹替       |
| ---- | ------------------------------------------------------------------------ | -------------------- | -------------------------------------------------- | ---------- |
| 2000 | 惨劇の週末 El Arte de Morir                                              | カンデラ             | 日本劇場未公開                                     |            |
| 2001 | ウェルカム!ヘヴン Sin noticias de Dios                                   | ウェイトレス         |                                                    | TBA        |
| 2003 | RE-ANIMATOR 死霊のしたたり3 Beyond Re-Animator                           | ラウラ               | 日本劇場未公開                                     |            |
| 2004 | ガリシアの獣 Romasanta: The Werewolf Hunt                                | バーバラ             | 日本劇場未公開                                     | 佐古真弓   |
| 2005 | 蠱惑 パリで出逢った女 Ninette                                            | ニネッテ             | 日本劇場未公開                                     |            |
| 2006 | スネーク・フライト Snakes on a Plane                                     | マリア               |                                                    | 黒崎雅     |
| 2007 | モニカ・ベルッチの恋愛マニュアル Manuale d'amore 2 (Capitoli successivi) | セシリア             | 日本劇場未公開                                     | 吹替版なし |
| 2008 | 愛の波濤 マンコラの海に抱かれて Máncora                                  | ヒメナ               | 日本劇場未公開                                     | 吹替版なし |
| 2008 | スケート・オア・ダイ Skate or Die                                        | ダニー               | 日本劇場未公開                                     | 嶋村侑     |
| 2009 | ジャーロ Giallo                                                          | セリーヌ             |                                                    | 吹替版なし |
| 2009 | ゴートゥーヘル Give 'em Hell Malone                                      | エヴリン             | 日本劇場未公開                                     |            |
| 2010 | 欲望の帝国 女優ディディの告白 Di Di Hollywood                            | ディディ             | 日本劇場未公開                                     |            |
| 2011 | ワイルド・スピード MEGA MAX Fast Five                                    | エレナ・ネベス       |                                                    | 武井咲     |
| 2013 | デッドゲームシティ All Things to All Men                                 | ソフィア・ピーターズ | 日本劇場未公開                                     | TBA        |
| 2013 | ワイルド・スピード EURO MISSION Fast & Furious 6                         | エレナ・ネベス       |                                                    | 坂井恭子   |
| 2013 | The Wine of Summer                                                       | ヴェロニカ           | 兼製作                                             | N/A        |
| 2013 | マイティ・ソー/ダーク・ワールド Thor: The Dark World                     |                      | ポストクレジットシーンのナタリー・ポートマンの代役 | N/A        |
| 2015 | ワイルド・スピード SKY MISSION Fast & Furious 7                          | エレナ・ネベス       |                                                    | 坂井恭子   |
| 2017 | ワイルド・スピード ICE BREAK The Fate of the Furious                     | エレナ・ネベス       |                                                    | 坂井恭子   |
| 2018 | ホース・ソルジャー 12 Strong                                             | ジーン・ネルソン     |                                                    | もりなつこ |
| 2022 | INTERCEPTOR/インターセプター Interceptor                                 | JJ・コリンズ         | Netflixオリジナル映画                              | 松井茜     |
| 2022 | ソー:ラブ&サンダー Thor: Love and Thunder                                | 狼女                 |                                                    |            |
| 2022 | ポーカー・フェイス/裏切りのカード Poker Face                             | Penelope             |                                                    | 新田恵海   |
| 2024 | マッドマックス:フュリオサ Furiosa: A Mad Max Saga                        | ミスター・ノートン   |                                                    | 橘あんり   |

### テレビシリーズ
| 放映年    | 邦題 原題                              | 役名                 | 備考       | 吹替 |
| --------- | -------------------------------------- | -------------------- | ---------- | ---- |
| 2000-2001 | クイーン・オブ・ソード Queen of Swords | ヴェラ・ヒダルゴ     | 計22話出演 |      |
| 2018      | タイドランド Tidelands                 | アドレル・カスバート | メイン     |      |